# Автомагистраль

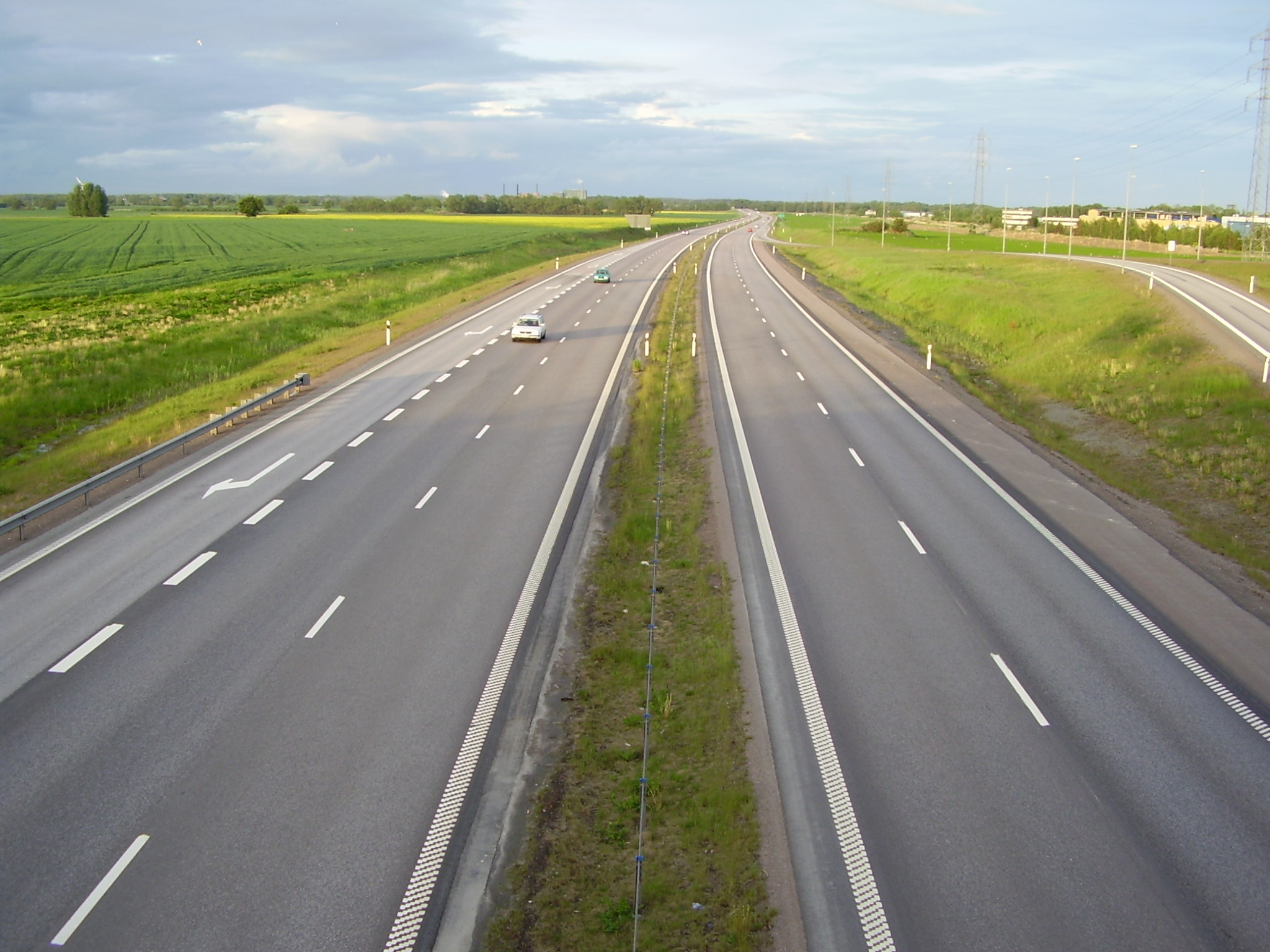
Автомагистраль E4 в Швеции

Автомагистра́ль, автостра́да — дорога для скоростного движения автомобилей, не имеющая одноуровневых пересечений с другими дорогами, железнодорожными или трамвайными путями, пешеходными или велосипедными дорожками.
Предназначена для движения транспортных средств с высокой скоростью, проезжие части для каждого направления движения разделены барьером или другим строительно-техническим образом и имеют не менее двух полос для движения в каждом направлении, а также часто широкую обочину для остановки автомобилей в непредвиденных случаях.
Съезды и выезды на автомагистрали оборудованы многоуровневыми развязками и дополнительными полосами для торможения и разгона. Запрещён въезд на автомагистрали для транспортных средств, максимальная разрешённая скорость которых ниже определённой величины (например, тракторы или мопеды; конкретная скорость зависит от государства), а также для велосипедного и гужевого транспорта. Также на автомагистралях запрещено пешеходное движение. К отличительным особенностям автомагистралей относятся запреты на движение задним ходом и остановку вне специально отведённых для этого мест.

## Необходимость автомагистралей
Автомагистрали и связанная с ними инфраструктура снижают уровень бедности за счёт увеличения торговли, оживления предпринимательства и снижения цен на товары, а также улучшают социально-бытовые условия и возможности населения. Развитая сеть автомагистралей позволяет распространять образовательные и медицинские услуги в ранее недоступных районах, а также помогает обслуживать население автомобилями скорой медицинской помощи, полиции, пожарных, спасательных, ремонтных и строительных служб.

## История

Первая в мире автомагистраль в 1924 году соединила Милан и Варесе, Италия.

Принято считать, что первой автомагистралью была платная дорога Autostrada dei Laghi, которая была открыта 21 сентября 1924 года на севере Италии; протяжённостью 43 км, она соединила Милан и Варезе. Дорога имела несколько развязок на двух уровнях, не было разделительной полосы (только нанесена краской разделяющая линия), была шириной от 11 до 14 метров (с покрытием 8-12 м), с максимальным продольными уклонами до 30 ‰ и горизонтальными кривыми радиусом не менее 400 м. Рассчитывалась она на тысячу автомобилей в день и была более чем комфортной для нескольких десятков авто, которые проезжали по дороге за день в первые месяцы. Покрытие было бетонное, толщиной от 18 до 20 см, что тоже было более чем достаточно для тогдашних авто. В первые годы автомагистраль была открыта только с шести утра до часу ночи.
К 1939 году в Италии было построено примерно 500 км автомагистралей (в 2016 их протяжённость составляла около 7000 км).
В Германии первая из автомагистралей (получивших позднее название нем. Autobahn) длиной около 20 км соединила в 1932 году Кёльн и Бонн. К 1941 году протяжённость автобанов составляла более 3700 км (в 2021 — 13 192 км).
После Второй мировой войны автомагистрали (фр. autoroute, англ. controlled-access highway) массово строились во Франции и Великобритании (их протяжённость в 2018 году — около 11 800 и 3500 км, соответственно).
Во второй половине XX века наиболее активное строительство автомагистралей (англ. highway) велось в США, где к 1974 году насчитывалось 70 800 км скоростных дорог (в 2020 — 78 465 км).

### История автомагистралей в Китае
В начале XXI века по темпам строительства и длине автомагистралей все другие страны опередил Китай. После ряда важных этапов, включая начало строительства Шэньдаской автострады (1984 г.) и первой автомагистрали, построенной по международному тендеру с привлечением займа Всемирного банка — Пекин-Тяньцзинь-Тангу (1987 г.), а также ввода в эксплуатацию первой в Китае (без учёта Гонконга, Макао и Тайваня) Шанхай-Цзядинской автострады (1988 г.), протяжённость скоростных дорог в стране к концу 1990-х гг. превысила 10 000 км (третье место в мире). К 2001 г. этот показатель достиг 19 000 км (второе место), а к 2011 г. — 85 000 км, что позволило Китаю обогнать США и занять первое место в мире. В 2018 г. общая протяжённость скоростных автомагистралей в Китае превысила 140 000 км, сохранив за страной мировое лидерство. К концу 2020 года сеть скоростных дорог насчитывала 169 980 км (из которых 37 457 км были построены за последние 5 лет).

### История автомагистралей в России
В 1930-е годы в СССР, помимо планов строительства грунтовых автогужевых дорог, начали разрабатываться проекты строительства автомагистралей. Из первоначальных 17 проектов были выделены три приоритетных направления: Москва—Минск, Москва—Киев и Москва—Ленинград.
В Российской Федерации протяжённость автомобильных дорог высших технических категорий (1А — автомагистрали и 1Б — скоростные автомобильные дороги), характеризующихся наличием разделительной полосы и многополосного движения, на начало 2015 года была относительно невелика, составляя 5086 км (513 км категории 1А и 4573 км категории 1Б). В России доля скоростных автомобильных дорог в общей протяжённости составляет менее 0,5 %, что меньше, чем в других странах: во Франции — 1,17 %, Италии — 1,37 %, Канаде — 1,63 %, Германии — 1,99 %, Китае — 2,27 %, США −3,98 %, Испании — 9,74 %.

## Полосы
Пропускная способность автомагистрали в расчёте на одну полосу движения начинает снижаться, если количество полос в одном направлении превышает 3 — 4. Это связано с тем, что автомобилям приходится делать много перемещений между крайними полосами, что негативно влияет на безопасность и скорость движения всего потока. Особенно ярко это проявляется в городских зонах, где съезды с автомагистралей устраиваются чаще. Автомобили, использующие автомагистраль для 2 — 3 прогонов, препятствуют транзитному транспорту.
На автомагистрали крайняя левая полоса может быть выделена для движения только автобусов и автомобилей с несколькими пассажирами (англ. High-occupancy vehicle lane - HOV), или за оплату — для авто только с водителем (англ. High-occupancy toll lane - HOT lane).

## Экологические аспекты
Автомагистрали являются объектами серьёзной критики со стороны урбанистов и защитников окружающей среды, которые обращают внимание на повышенный уровень шума, загрязнения окружающей среды. Кроме того водители часто жалуются на неэффективность автомагистралей в часы пик.
В начале 1970-х годов Конгресс США признал, что автомагистрали и другие дороги является крупнейшим источником шума в американских городах. Вскоре были разработаны многочисленные компьютерные модели для анализа шума и уменьшения его уровня.

## В мире

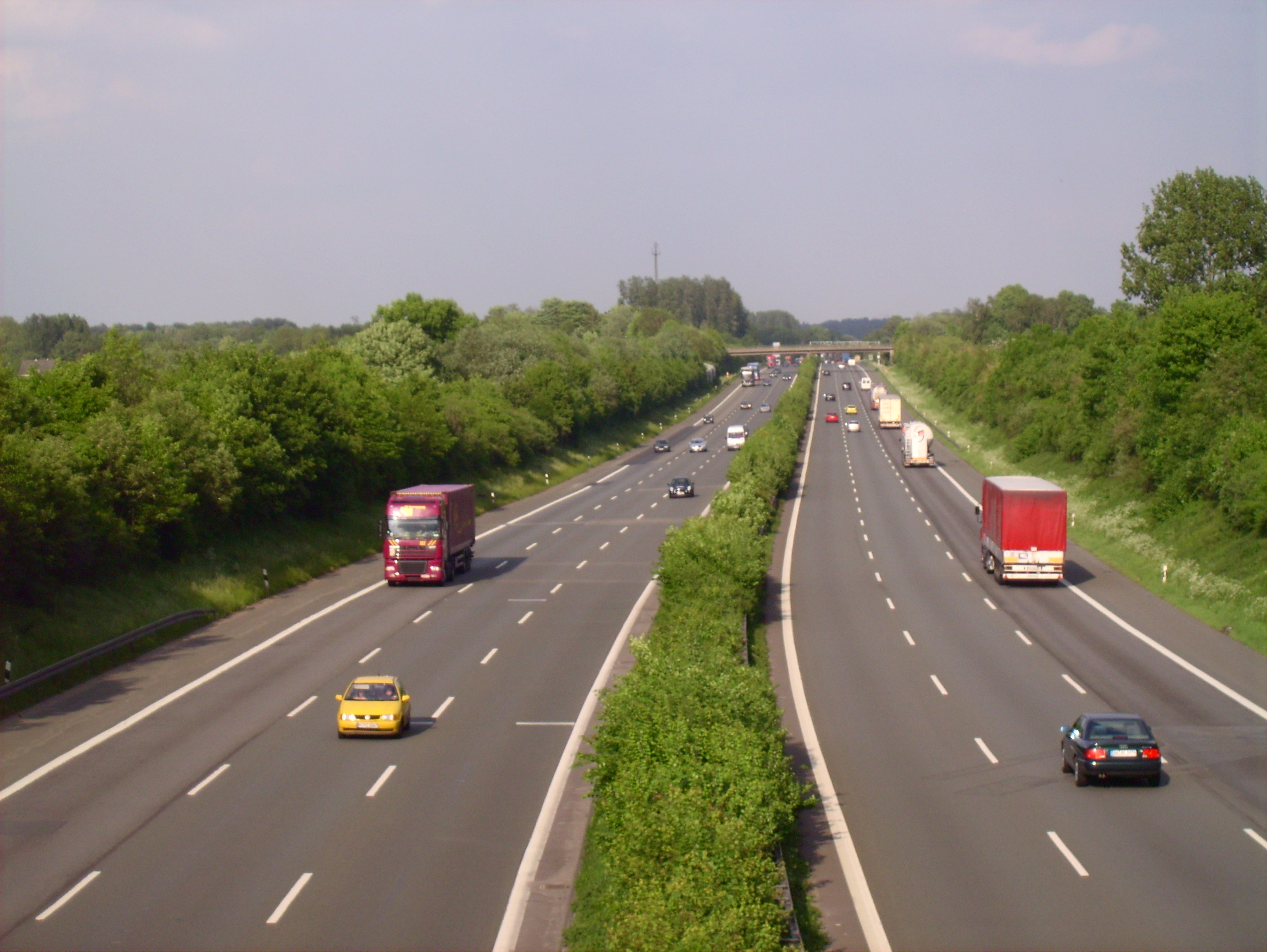
Автомагистраль в Германии

Знак автомагистрали в Германии.

Знак автомагистрали в Австрии

Знак автомагистрали в Швейцарии

Автомагистрали в подавляющем большинстве случаев огорожены специальными заборами, предотвращающими появление диких животных на проезжей части, и оборудованы подземными или надземными переходами для животных.
В большинстве стран на автомагистралях приняты ограничения скорости в 130 км/ч или 120 км/ч; в Германии общее ограничение скорости отсутствует, вместо этого используется так называемая «рекомендуемая скорость», равная 130 км/ч. На многих участках автомагистралей установлены локальные ограничения скорости с помощью соответствующих знаков.

Автомагистрали в Германии
Автомагистрали в Австрии
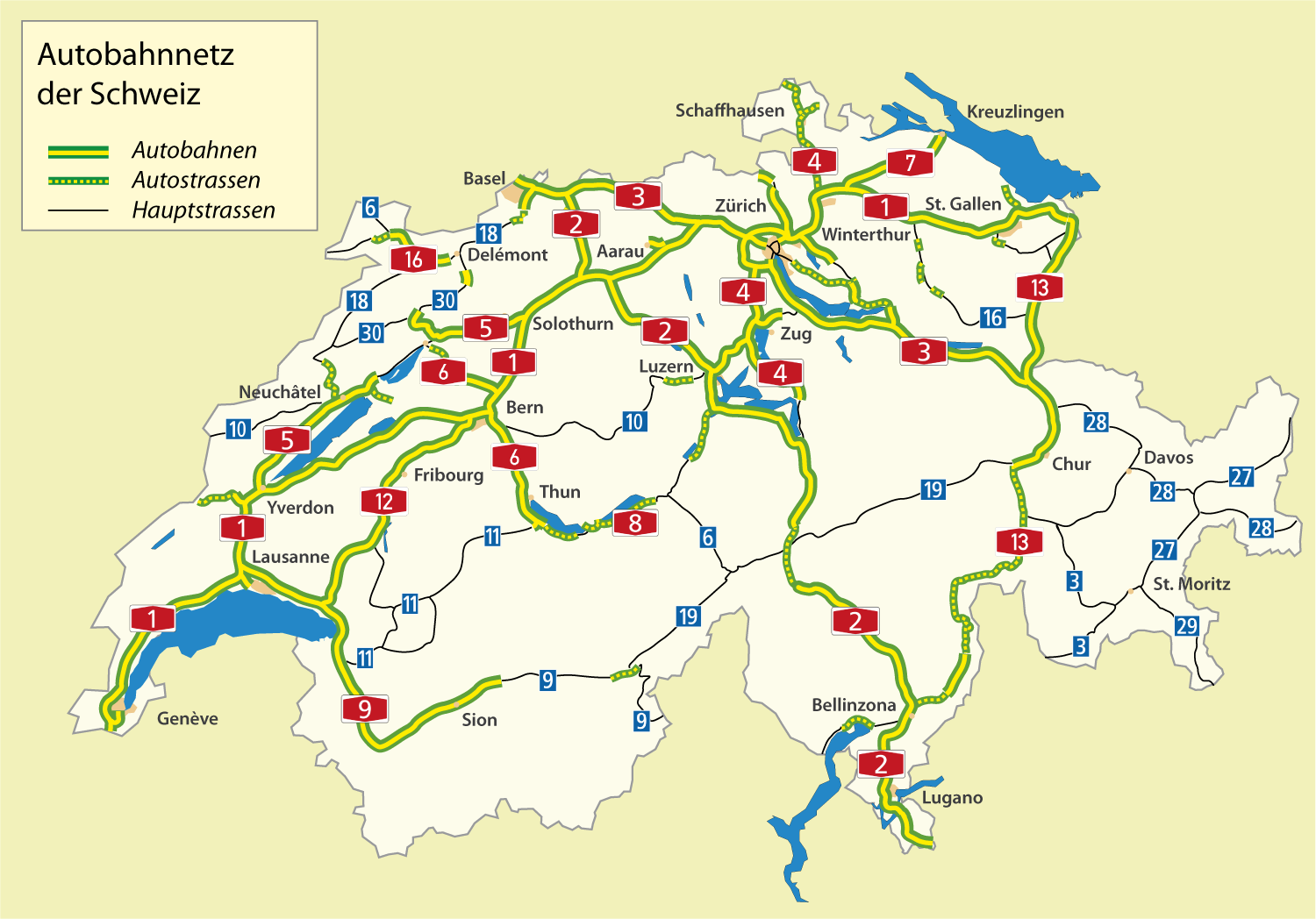
Автомагистрали в Швейцарии
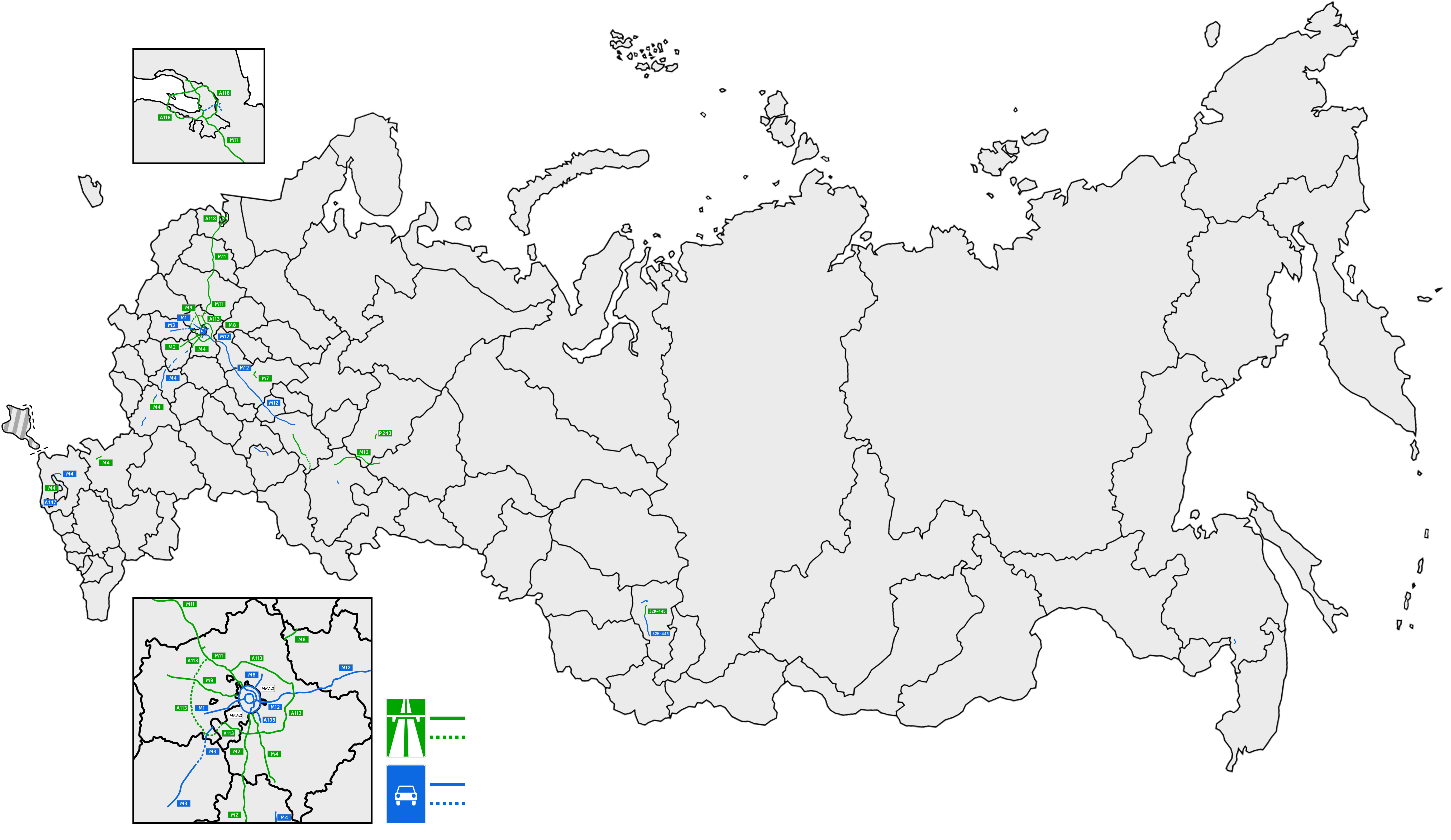
Автомагистрали в России

### В Германии
9 апреля 2008 года самая маленькая федеральная земля ФРГ, Бремен, ввела ограничение скорости 120 км/ч на всех отрезках автомагистралей, находящихся на её территории, став единственной землёй в Германии, на территории которой нет ни одного участка дороги с неограниченной скоростью движения. Земля Бремен состоит из двух городов — Бремена и Бремерхафена (разделённых территорией федеральной земли Нижняя Саксония), и по ней проходят примерно 60 км автомагистралей, из которых на протяжении примерно 54 км скорость уже была ограничена ранее. По словам местного министра природоохраны Райнера Лоске, такие меры были приняты с целью сокращения вредных выбросов в атмосферу и снижения аварийности, но также для того, чтобы послужить примером для других земель ФРГ.
В Германии и многих других странах езда по автомагистрали входит в обязательную программу обучения в автошколах.

### В Китае
К 2022 году Китай стал лидером по протяжённости скоростных автомагистралей.

### В России

Знак автомагистрали в России

Согласно Правилам дорожного движения Российской Федерации (пункт 1.2): 
Автомагистраль — дорога, обозначенная знаком 5.1 и имеющая для каждого направления движения проезжие части, отделённые друг от друга разделительной полосой (а при её отсутствии — дорожным ограждением), без пересечений в одном уровне с другими дорогами, железнодорожными или трамвайными путями, пешеходными или велосипедными дорожками.
На автомагистралях запрещается (пункт 16.1):
- Движение пешеходов и домашних животных;
- Движение велосипедов, мопедов, тракторов, самоходных машин, иных транспортных средств, скорость которых по технической характеристике или их состоянию менее 40 км/ч;
- Движение грузовых автомобилей с разрешённой максимальной массой более 3,5 т далее второй полосы;
- Остановка вне специальных площадок для стоянки, обозначенных знаками 6.4 или 7.11;
- Остановка общественного транспорта
- Разворот и въезд в технологические разрывы разделительной полосы;
- Движение задним ходом;
- Учебная езда (до 2020 года).

В соответствии с ГОСТ Р 52398-2005 «Классификация автомобильных дорог. Основные параметры и требования»
(пункт 3.1.1) к классу «автомагистраль» относят автомобильные дороги:
- имеющие на всем протяжении многополосную проезжую часть с центральной разделительной полосой;
- не имеющие пересечений в одном уровне с автомобильными, железными дорогами, трамвайными путями, велосипедными и пешеходными дорожками;
- доступ на которые возможен только через пересечения в разных уровнях, устроенных не чаще чем через 5 км друг от друга.

Максимально разрешённая скорость на автомагистралях, если не указано другое, составляет 110 км/ч.
Сеть автомагистралей в России развита очень слабо. К дорогам данной категории, в частности, относятся начальные (от Москвы) участки федеральных дорог М2 «Крым», М4 «Дон» и М9 «Балтия», ЦКАД в Подмосковье, КАД и ЗСД в Санкт-Петербурге, трасса Москва — Санкт-Петербург (М11), начальный (от Кемерово) участок трассы 32К-445 в Кемеровской области, трасса Дюртюли — Ачит (М12), трасса Алексеевское — Альметьевск (Республика Татарстан), а также ряд небольших участков на других автодорогах страны.

## В культуре
- Германский музыкальный коллектив Kraftwerk выпустил в 1974 году альбом «Autobahn» с одноимённой заглавной композицией.

## Комментарии
1. ↑  Максимальный продольный уклон 30 ‰ для автомагистралей сохранился до сих пор в стандартах большинства стран.